# Komuna e Çlirimit
Komuna e Çlirimit är en kommun i Albanien.   Den ligger i prefekturen Qarku i Korçës, i den sydöstra delen av landet, 120 km sydost om huvudstaden Tirana.
Omgivningarna runt Komuna e Çlirimit är en mosaik av jordbruksmark och naturlig växtlighet.  Runt Komuna e Çlirimit är det glesbefolkat, med 17 invånare per kvadratkilometer.